# Hard Hearted Hannah
Hard Hearted Hannah (The Vamp of Savannah), (рус. «Бессердечная Ханна» или «Женщина-вамп из Саванны») – американская песня  20-х годов XX века, впоследствии исполнявшаяся многими известными  музыкантами.

## История и сюжет
Авторами песни были Милтон Эйгер (музыка), Чарльз Бейтс, Роберт Бигелоу и  Джек Йеллен (слова). Первые исполнения песни относятся к 1924 году (Люсилль Хегамин, Долли Кей).
Песня в шутливом стиле рассказывает о жестокосердной красавице по имени Ханна, из города Саванна (штат Джорджия). «Пытать и убивать мужчин» доставляет Ханне удовольствие. Лирический герой песни видел её льющей воду на голову тонущего мужчины. Феномен Ханны является загадкой для лирического героя.

## Известные исполнители
В разное время песню исполняли Элла Фицджеральд, Рэй Чарльз, Нэнси Синатра, Nitty Gritty Dirt Band, Бобби Дарин, Кей Старр, Джим Кроче, Джули Лондон, Маргарет Уайтинг, Ширли Хорн, Стейси Кент, Патти Остин, Клиф Эдвардс, Мэри Теста, Софи Такер, Тюрк Мёрфи, Тони Теннилл. В 1961 году британский джазовый ансамбль «The Temperance Seven», создавший кавер-версии многих песен 1920-х годов, выпустил сингл Hard Hearted Hannah.

## Интересные факты
- Песня упоминается в статье В.В.Маяковского «Как делать стихи»:    «Есть нравящийся мне размер какой-то американской песенки, еще требующей изменения и русифицирования:

```
  Хат Хардет Хена 
  Ди вемп оф совена 
  Ди вемп оф совена 
  Джи-эй»
.
[
5
]
```

- Песня дала имя автомобилю героя произведения Торнтона Уайлдера Теофил Норт: «А эта легковая, прозванная "Ханной" - по знаменитой в те годы  песне "Бессердечная Ханна", - служила для обычных недалёких поездок...».[6]
- Песня дала название 6-му эпизоду 2-го сезона телесериала «Настоящая кровь». Сама песня дважды звучит в этом эпизоде: сначала её поёт Билл Комптон (роль исполняет Стивен Мойер), а во время финальных титров песня звучит в исполнении Долли Кей.[7]